# Vin et cuisine

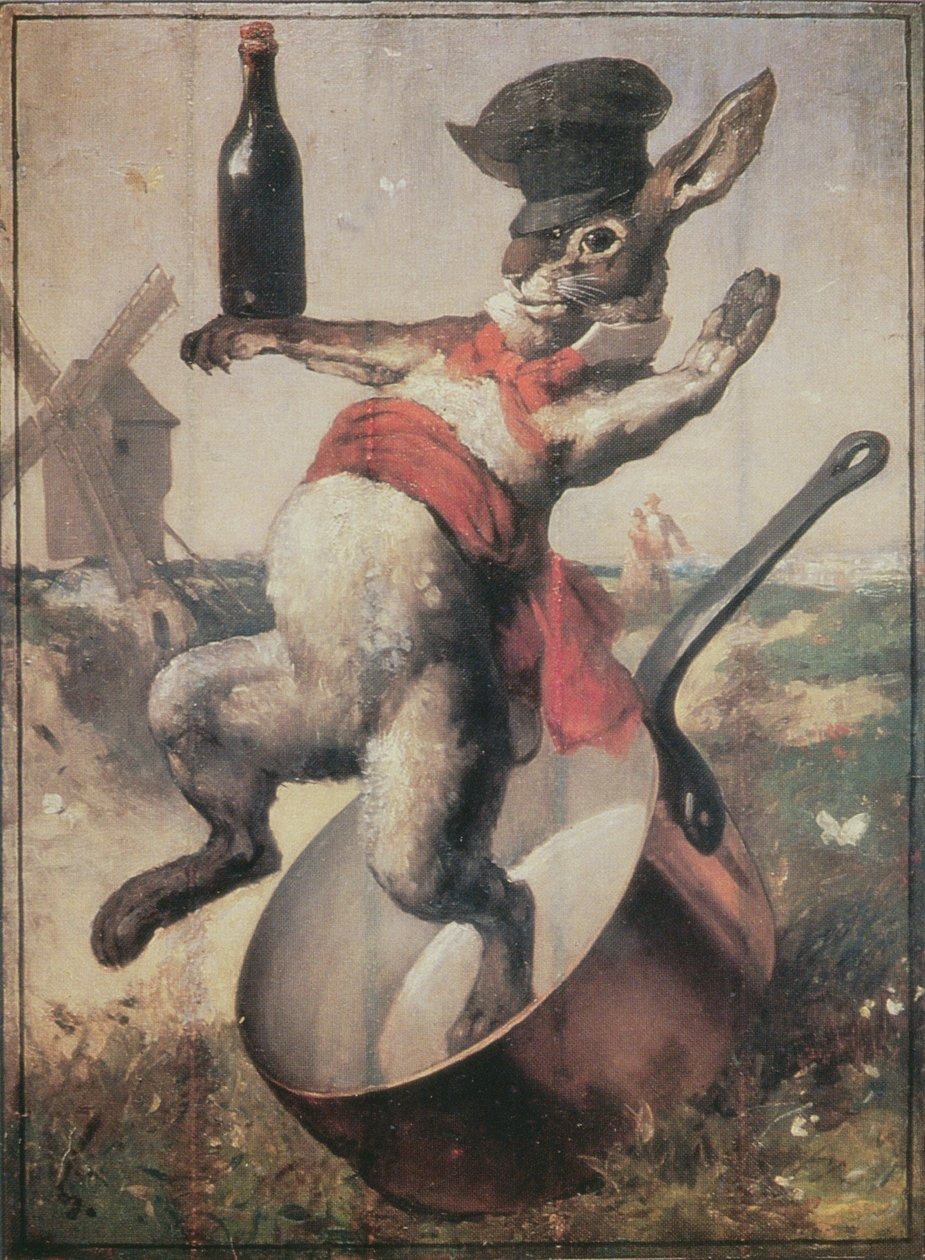
Le lapin agile, symbole de vin et cuisine.

Le mariage vin et cuisine remonte à l'Antiquité. Il va traverser le Moyen Âge, s'enrichir à la Renaissance et devenir un véritable classique de nos jours. On doit distinguer dans cette alliance la cuisine du vin et la cuisine au vin qui ont été et restent les deux façons d'utiliser les apports qualitatifs du vin en gastronomie.

## Type de vin
Les vins utilisés ont été pendant longtemps désignés sous le terme générique « vin de cuisine ». Cette catégorisation laissait à penser que « quelque chose qui n'est pas assez bon à boire pourrait l'être à préparer de la nourriture ». Si ce fut le cas pendant tout le Moyen Âge où l'ajout massif d'épices et de miel dans le vin camouflait son aigrissement, il n'en est plus rien. La seule différence entre un grand cru et un vin de table ce sont les rendements à l'hectare et leurs terroirs, pour le reste on trouve la même quantité d'eau et d'alcool qui, d'ailleurs, s'éliminent à la cuisson. Un vin plat et maigre sera tout aussi peu satisfaisant dans le verre que dans la saucière. Par contre, l'expérience a démontré qu'une légère acidité volatile dans la cuisine du vin peut se révéler bénéfique. Le bouquet d'un vin et ses arômes s'évanouissent à la cuisson tandis que celle-ci concentre sa structure et exhale les qualités liées à son terroir.

## Cuisine du vin

### Confit, gelée et vin cuit
Dès l'Antiquité, le conditum paradoxum et le defrutum sont des adjuvants culinaires essentiels dans la cuisine romaine. Leurs héritiers sont l'arrope, le raisiné, le vin cuit, le vincotto ou le vino cotto.
| Origine | Origine                                      | Mets                | Description                                   | Utilisation                                                    | Vin ou cépage utilisés                                               | Lien                  |
| ------- | -------------------------------------------- | ------------------- | --------------------------------------------- | -------------------------------------------------------------- | -------------------------------------------------------------------- | --------------------- |
| Espagne | Catalogne, Andalousie, Valence               | Arrope              | Sirop de raisin caramélisé                    | Comme une marmelade                                            | Cépages locaux et Pedro Ximénez en Andalousie                        | Cuisine espagnole     |
| Espagne | Vall d'Albaida                               | Arrop i talladetes  | Confit fait à base de moût de raisin          | Dessert                                                        | Cépages blancs et rouges                                             | Cuisine catalane      |
| France  | Tout vignoble                                | Confit de vin       | Vin cuit avec de la gélatine ou de la pectine | Comme confiture ou condiment                                   | Vin rouge, vin rosé, vin blanc, vin doux                             | Cuisine française     |
| Turquie | Antalya                                      | Pekmez              | Üzüm pekmezi, mélasse de raisin               | Petit déjeuner, conservation de courgettes et aubergines       | Sultanine                                                            | Cuisine turque        |
| France  | Bourgogne                                    | Raisiné bourguignon | Raisin blanc, coings, poires, et sucre        | Confiture                                                      | Aligoté, chardonnay                                                  | Cuisine bourguignonne |
| Italie  | Abruzzes, Émilie-Romagne, Marches, Sardaigne | Sapa                | Moût cuit                                     | Condiment, sirop pour dessert, sauce aigre-douce ou édulcorant | Cépages locaux                                                       | Cuisine italienne     |
| Italie  | Modène                                       | Vinaigre balsamique | Moût de vin cuit                              | Salade, viande cuite ou crue, glace à la vanille               | Lambrusco, ancellotta, trebbiano, sgavetta                           | Cuisine italienne     |
| Italie  | Pouilles                                     | Vincotto            | Moût cuit                                     | Salade, légumes, venaison, viande, dessert, crème glacée       | Negroamaro, zinfandel, malvoisie                                     | Cuisine italienne     |
| France  | Provence                                     | Vin cuit            | Moût cuit                                     | Treize desserts                                                | Grenache, cinsaut, mourvèdre, clairette rose, clairette, bourboulenc | Cuisine provençale    |
| Italie  | Marches, Abruzzes                            | Vino cotto          | Moût cuit                                     | Vin de dessert                                                 | Uva marchigiana                                                      | Cuisine italienne     |

### Accompagnement et apéritif
Nombre de pratiques héritées du Moyen Âge et de la Renaissance ont perduré. La découverte des auteurs antiques vantant les « vins doux comme le miel », les fruits nouveaux rapportés des échelles du Levant puis des Amériques ont enrichi la gamme gustative des vins jusqu'à nos jours.
| Origine | Origine                                                             | Mets                                    | Description                                              | Utilisation                | Vin utilisé                                                    | Lien                                                |
| ------- | ------------------------------------------------------------------- | --------------------------------------- | -------------------------------------------------------- | -------------------------- | -------------------------------------------------------------- | --------------------------------------------------- |
| France  | Occitanie                                                           | Chabrot                                 | Vin versé dans une soupe                                 | Comme diluant des graisses | Vin rouge                                                      | Cuisine occitane                                    |
| France  | Languedoc                                                           | Garhiofilatum                           | Vin doux et épicé                                        | Apéritif                   | Vin blanc                                                      | Cuisine languedocienne                              |
| Europe  | Catalogne, Occitanie                                                | Hypocras                                | Vin miellé et épicé                                      | Apéritif                   | Vin blanc, vin rosé                                            | Cuisine catalane, cuisine occitane                  |
| France  | Ardèche, Drôme, Haute-Loire                                         | Marquisette                             | Vin et agrumes                                           | Apéritif                   | Vin blanc, vin mousseux                                        | Cuisine ardéchoise, cuisine dauphinoise             |
| Italie  | Sicile                                                              | Marsala à l'œuf                         | Marsala et jaunes d'œuf                                  | Apéritif                   | Vin doux                                                       | Cuisine italienne                                   |
| France  | Vaucluse                                                            | Melon de Cavaillon au Beaumes-de-Venise | Vin doux naturel et melon                                | Entrée, dessert            | Muscat de Beaumes-de-Venise                                    | Cuisine comtadine et vauclusienne                   |
| Espagne | Toutes provinces                                                    | Sangria                                 | Vin et agrumes                                           | Apéritif                   | Vin rouge                                                      | Cuisine espagnole                                   |
| France  | Toutes régions                                                      | Soupe aux fruits rouges                 | Vin et petits fruits rouges                              | Dessert                    | Vin rouge, vin blanc, vin rosé, vin mousseux, vin doux naturel | Cuisine française                                   |
| France  | Champagne                                                           | Soupe champenoise                       | Champagne, cointreau et citron                           | Apéritif                   | Champagne                                                      | Cuisine champenoise                                 |
| Europe  | Tous pays                                                           | Vin chaud                               | Vin, agrumes et épices                                   | Lors des marchés de Noël   | Vin rouge                                                      | Cuisine européenne                                  |
| France  | Vendée                                                              | Vin d'épines                            | Vin, épines du prunellier et eau-de-vie                  | Apéritif                   | Vin rouge                                                      | Boisson vendéenne                                   |
| France  | Dauphiné, Alpes provençales, Périgord, Limousin, Ardennes, Flandres | Vin de noix                             | Macération de noix vertes dans du vin et de l'eau-de-vie | Apéritif                   | Vin rouge                                                      | Cuisine française                                   |
| France  | Toutes régions                                                      | Vin d'orange                            | Vin, écorce d'orange, et eau-de-vie                      | Apéritif                   | Vin blanc, vin rosé                                            | Cuisine française                                   |
| France  | Dauphiné, Alpes du Sud                                              | Vin de pêches                           | Vin, feuilles de pêcher et eau-de-vie                    | Apéritif                   | Vin rouge, vin rosé, vin blanc                                 | Cuisine des Alpes méridionales, cuisine dauphinoise |
| France  | Toutes régions                                                      | Vin sucré                               | Vin et sucre                                             | Goûter                     | Vin rouge, vin rosé, vin blanc                                 | Cuisine française                                   |
| Espagne | La Rioja                                                            | Zurracapote                             | Vin, fruits et épices                                    | Apéritif                   | Vin rouge                                                      | Cuisine espagnole                                   |

### Sauces
Les sauces constituent le dernier volet du vin cuisiné. On peut les subdiviser en trois grands groupes. Celles où domine la tomate, celles à base d'échalotes et celles qui nécessitent une liaison au beurre. Font bande à part la sauce Cumberland avec sa gelée de groseille et la marinade qui utilise tant le vin rouge que le vin blanc.
| Origine     | Origine                               | Mets                            | Description                 | Accompagnement                                                                                         | Vin utilisé          | Lien                               |
| ----------- | ------------------------------------- | ------------------------------- | --------------------------- | --- | -------------------- | ---------------------------------- |
| France      | Provence                              | Raïto                           | Sauce à la tomate           | Poisson                                                                                                | Vin rouge            | Cuisine provençale                 |
| France      | Occitanie                             | Salmis                          | Sauce à l'échalote          | Gibier                                                                                                 | Vin rouge            | Cuisine occitane                   |
| Italie      | Bologne                               | Sauce bolognaise                | Sauce à la tomate           | Pâtes                                                                                                  | Vin rouge            | Cuisine italienne                  |
| France      | Toutes régions                        | Sauce chasseur                  | Sauce à la tomate           | Gibier, volaille, viande blanche, pâtes fraiches                                                       | Vin blanc            | Cuisine française                  |
| Belgique    | Namur                                 | Sauce « entre Sambre et Meuse » | Sauce à la tomate           | Volaille, viande blanche, viande rouge                                                                 | Vin blanc            | Cuisine belge                      |
| France      | Toutes régions                        | Sauce au porto                  | Sauce à l'échalote          | Viande rouge, volaille, rognons et foie de veau, jambon cuit, saucisson brioché, foie gras et desserts | porto rouge          | Cuisine française                  |
| France      | Bordeaux                              | Sauce bordelaise                | Sauce à l'échalote          | Viande rouge grillée ou poêlée                                                                         | bordeaux             |                                    |
| France      | Bourgogne                             | Sauce bourguignonne             | Sauce à l'échalote          | Viandes rouge et blanche, anguilles, poissons de rivière, œufs                                         | bourgogne rouge      | Cuisine bourguignonne              |
| France      | Provence, Languedoc-Roussillon, Corse | Sauce au vin muscat             | Sauce à l'échalote          | Viande blanche, volaille                                                                               | vin muscat           | Cuisine française                  |
| France      | Toutes régions                        | Sauce au vin rouge              | Sauce à l'échalote          | Viande rouge, entrecôte, gibier, volaille, poisson                                                     | Vin rouge            | Cuisine française                  |
| France      | Loire-Atlantique                      | Beurre blanc                    | Sauce au beurre             | Poissons pochés ou grillés, asperges                                                                   | Vin blanc            | Gastronomie de la Loire-Atlantique |
| France      | Toutes régions                        | Sauce beurre rouge              | Sauce au beurre             | Magret, aiguillette de canard, poisson de mer, lentilles vertes du Puy-en-Velay                        | Vin rouge            | Cuisine française                  |
| France      | Lyon                                  | Sauce lyonnaise                 | Sauce au beurre             | Préparations gratinées, charcuterie, légumes                                                           | Vin blanc            | Cuisine lyonnaise                  |
| France      | Toutes régions                        | Sauce madère                    | Sauce au beurre             | Langue, jambon cuit, rognons, gibier, viande                                                           | Madère               | Cuisine française                  |
| France      | Périgord, Sud-Ouest                   | Sauce Périgueux                 | Sauce au beurre et truffes  | Viandes et volailles grillées ou rôties, œufs pochés                                                   | Vin blanc            | Cuisine française                  |
| France      | Toutes régions                        | Sauce Robert                    | Sauce au beurre             | Pièces de boucherie grillées, poulet, pigeon, gibier, porc, lapin et canard rôtis, œufs pochés, merlu  | Vin blanc            | Cuisine française                  |
| Royaume-Uni | Angleterre                            | Sauce Cumberland                | Porto et gelée de groseille | Gibier, viande froide, galantine                                                                       | porto                | Cuisine anglaise                   |
| Europe      | Tous pays                             | Marinade,                       | Macération dans du vin      | Viandes, poissons, légumes                                                                             | Vin rouge, vin blanc | Cuisine européenne                 |

## Cuisine au vin
L'utilisation du vin en cuisine couvre une gamme de mets importante. Elle se retrouve dans les soupes, entrées, poissons, coquillages, fruits de mer, volailles, viandes, abats, gibiers, légumes, farineux, champignons, fromages et desserts.

### Soupes
| Origine    | Origine                    | Mets                           | Description | Place dans le service    | Vin utilisé        | Vins conseillés                                                                      | Lien                   |
| ---------- | -------------------------- | ------------------------------ | --- | ------------------------ | ------------------ | ------------------------------------------------------------------------------------ | ---------------------- |
| France     | Aubrac, Auvergne, Rouergue | Soupe au fromage               | Couches de pain de campagne, de laguiole ou de cantal, trempées dans un bouillon de pot-au-feu et de vin blanc | Entrée ou plat principal | Vin rouge          | Marcillac, côtes-d'auvergne, estaing                                                 | Cuisine auvergnate     |
| France     | Normandie                  | Marmite dieppoise              | Matelote de poissons cuite dans du cidre ou du vin                                                             | Entrée ou plat principal | Vin blanc          | Vin d'Alsace                                                                         | Cuisine normande       |
| France     | Sète                       | Soupe de poissons à la sétoise | Poissons cuisinés avec légumes, vin et huile d'olive                                                           | Entrée ou plat principal | Vin blanc          | Picpoul de Pinet                                                                     | Cuisine languedocienne |
| France     | Touraine                   | Miot                           | Vin et pain rassis                                                                                             | Goûter                   | Vin blanc et rouge | Gamay, grolleau                                                                      | Cuisine tourangelle    |
| États-Unis | San Francisco              | Cioppino                       | Pêche du jour (crustacés, fruits de mer et poissons) avec tomates fraîches et vin                              | Entrée ou plat principal | Vin blanc          | Bordeaux blanc, riesling d'Alsace, chianti, montepulciano, bandol, côtes-de-provence | Cuisine californienne  |

### Entrées
| Origine | Origine        | Mets                              | Description                                          | Place dans le service | Vin utilisé | Vins conseillés                    | Lien                     |
| ------- | -------------- | --------------------------------- | ---------------------------------------------------- | --------------------- | ----------- | ---------------------------------- | ------------------------ |
| France  | Toutes régions | Mousse de foie de canard au porto | Émulsion de foie de canard avec des œufs et du porto | Entrée                | Porto       | Beaujolais, monbazillac, sauternes | Cuisine française        |
| France  | Champagne      | Œuf poché au champagne,           | Œufs pochés dans du champagne                        | Entrée et brunch      | Champagne   | Champagne brut                     | Cuisine champenoise      |
| France  | Bourgogne      | Œufs en meurette                  | Œufs pochés accompagnés d'une sauce meurette         | Entrée                | Bourgogne   | Bourgogne rouge                    | Cuisine bourguignonne    |
| France  | Toutes régions | Pain au vin rouge                 | Pain coloré au vin                                   | Entrée et brunch      | Vin rouge   | Vin rouge                          | Cuisine française        |
| France  | Aquitaine      | Terrine de foie gras au sauternes | Lobes de foie gras cuits dans du sauternes           | Entrée                | Sauternes   | Sauternes                          | Gastronomie en Aquitaine |

### Poissons
| Origine | Origine        | Mets                     | Description                                                                   | Place dans le service | Vin utilisé | Vins conseillés                                                             | Lien                              |
| ------- | -------------- | ------------------------ | ----------------------------------------------------------------------------- | --------------------- | ----------- | --------------------------------------------------------------------------- | --------------------------------- |
| France  | Languedoc      | Bourride à la sétoise    | Baudroie ou poissons blancs pochés au vin                                     | Plat principal        | Vin blanc   | Vin blanc, vignoble de la vallée du Rhône, vignoble du Languedoc-Roussillon | Cuisine languedocienne            |
| France  | Provence       | Catigot d'anguilles      | Anguilles cuites au vin                                                       | Plat principal        | Vin rouge   | Costières-de-nîmes                                                          | Cuisine provençale                |
| France  | Aquitaine      | Lamproie à la bordelaise | Lamproie cuite dans son sang et au vin                                        | Plat principal        | Vin rouge   | bordeaux supérieur                                                          | Gastronomie en Aquitaine          |
| France  | Toutes régions | Maquereau au vin blanc   | Maquereaux marinés et cuits au vin                                            | Plat principal        | Vin blanc   | Muscadet                                                                    | Cuisine française                 |
| France  | Île-de-France  | Matelote d'anguille      | Anguilles cuisinées au vin                                                    | Plat principal        | Vin rouge   | Irancy, beaune, alsace pinot noir, corbières, bourgueil, chinon             | Cuisine française                 |
| France  | Bourgogne      | Pauchouse                | Poissons de rivière cuisinés au vin                                           | Plat principal        | Vin blanc   | Bourgogne aligoté, meursault                                                | Cuisine bourguignonne             |
| France  | Vaucluse       | Truite à la vauclusienne | Filets de truite pochés au vin, fourrés de truffes et frits à l'huile d'olive | Plat principal        | Vin blanc   | Vin blanc, côtes-du-rhône, côtes-du-rhône villages, ventoux, luberon        | Cuisine comtadine et vauclusienne |

### Coquillages et fruits de mer
| Origine  | Origine             | Mets                                 | Description                                         | Place dans le service | Vin utilisé         | Vins conseillés | Lien                     |
| -------- | ------------------- | ------------------------------------ | --------------------------------------------------- | --------------------- | ------------------- | --- | ------------------------ |
| France   | Pyrénées-Orientales | Civet de langouste                   | Langoustes cuites au vin doux naturel               | Plat principal        | Banyuls             | Côtes-du-roussillon villages                                                                                               | Cuisine catalane         |
| France   | Île de La Réunion   | Civet de zourites                    | Poulpes cuites au vin rouge avec épices et aromates | Plat principal        | Vin rouge de Cilaos | Vin rouge de Cilaos | Cuisine réunionnaise     |
| Espagne  | Galice              | Coquilles Saint-Jacques à l'albariño | Coquilles Saint-Jacques cuites au vin               | Entrée                | Rias Baixas         | Albariño de Rias Baixas | Cuisine espagnole        |
| France   | Aquitaine           | Écrevisse à la bordelaise            | Écrevisses cuites au vin                            | Plat principal        | Vin blanc           | Marsannay, tavel, corbières, fronton, bordeaux, vouvray, sancerre, pouilly-fumé, alsace pinot gris, graves, pessac-léognan | Gastronomie en Aquitaine |
| France   | Toutes régions      | Homard à l'américaine                | Homard cuit au vin                                  | Plat principal        | Vin blanc           | Côtes-du-jura, étoile, château-chalon                                                                                      | Cuisine française        |
| France   | Toutes régions      | Huîtres chaudes au champagne         | Huîtres pochées dans du vin mousseux                | Entrée                | Champagne           | Même champagne brut que celui de la cuisson ou coteaux-champenois                                                          | Cuisine française        |
| Belgique | Toutes régions      | Moules marinières                    | Moules cuites dans du vin                           | Plat principal        | Vin blanc           | Vin blanc, vin rosé | Cuisine belge            |
| France   | Provence            | Moules à la provençale               | Moules cuites dans du vin                           | Plat principal        | Vin blanc           | Cassis | Cuisine provençale       |

### Volailles
| Origine | Origine        | Mets                     | Description                                           | Place dans le service | Vin utilisé          | Vins conseillés                                                  | Lien                   |
| ------- | -------------- | ------------------------ | ----------------------------------------------------- | --------------------- | -------------------- | ---------------------------------------------------------------- | ---------------------- |
| France  | Toutes régions | Coq au vin               | Coq cuit au vin                                       | Plat principal        | Vin rouge, vin blanc | Bordeaux, corbières, saint-joseph                                | Cuisine française      |
| France  | Jura           | Coq au vin jaune         | Coq cuit au vin                                       | Plat principal        | Vin jaune            | Château-chalon                                                   | Cuisine franc-comtoise |
| France  | Alsace         | Coq au riesling          | Coq cuit au vin                                       | Plat principal        | Vin blanc            | Riesling                                                         | Cuisine alsacienne     |
| France  | Auvergne       | Coq au vin de chanturgue | Coq cuit au vin                                       | Plat principal        | Vin rouge            | Côtes-d'auvergne                                                 | Cuisine auvergnate     |
| Italie  | Toutes régions | Poulet à la cacciatore   | Poulet cuit dans du vin                               | Plat principal        | Vin rouge, vin blanc | Barolo                                                           | Cuisine italienne      |
| France  | Jura           | Poulet à la cancoillotte | Poulet cuit dans du vin du Jura et de la cancoillotte | Plat principal        | Vin blanc            | Vin blanc du vignoble du Jura (chardonnay, savagnin ou vin jaune | Cuisine franc-comtoise |
| France  | Bourgogne      | Poulet Gaston Gérard     | Poulet cuit dans du vin                               | Plat principal        | Vin blanc            | Bourgogne                                                        | Cuisine bourguignonne  |
| France  | Toutes régions | Poulet Marengo           | Poulet cuit dans du vin                               | Plat principal        | Vin blanc            | Côtes-du-rhône                                                   | Cuisine française      |
| Italie  | Sicile         | Poulet au marsala        | Poulet cuit dans du vin                               | Plat principal        | Vin de liqueur       | Marsala                                                          | Cuisine italienne      |
| France  | Aquitaine      | Poulet sauce rouilleuse  | Poulet cuit dans une sauce au vin                     | Plat principal        | Vin blanc            | Buzet rouge                                                      | Cuisine périgourdine   |

### Abats et charcuteries
| Origine            | Origine             | Mets                               | Description                                                                              | Place dans le service | Vin utilisé          | Vins conseillés                                                    | Lien                     |
| ------------------ | ------------------- | ---------------------------------- | ---------------------------------------------------------------------------------------- | --------------------- | -------------------- | ------------------------------------------------------------------ | ------------------------ |
| France             | Dauphiné            | Défarde                            | Abats d’agneau cuisinés au vin                                                           | Plat principal        | Vin blanc            | Vin rouge du Diois, coteaux-des-baronnies                          | Cuisine dauphinoise      |
| France             | Savoie              | Diot                               | Saucisses cuites au vin avec des oignons                                                 | Plat principal        | Vin blanc, vin rouge | Vin de Savoie                                                      | Cuisine savoyarde        |
| France             | Bordeaux            | Foie de veau à la bordelaise       | Foie de veau, échalotes et cèpes                                                         | Plat principal        | Vin blanc            | Bordeaux rouge                                                     | Gastronomie en Aquitaine |
| France             | La Canourgue        | Manouls                            | Tripes et panses de mouton garnis                                                        | Plat principal        | Vin blanc            | Vin de pays d'Oc                                                   | Cuisine languedocienne   |
| France             | Marseille, Sisteron | Pieds paquets                      | Abats de mouton (tripes et pieds) mijotés dans une sauce à la tomate                     | Plat principal        | Vin blanc            | Pierrevert, Côtes-du-rhône                                         | Cuisine provençale       |
| France             | Sainte-Menehould    | Pied de porc à la Sainte-Menehould | Pieds de porc bouillis, panés et grillés                                                 | Plat principal        | Vin blanc            | Coteaux-champenois                                                 | Cuisine champenoise      |
| France             | La Canourgue        | Pouteille                          | Pieds de porc, bœuf à braiser, saindoux, pommes de terre                                 | Plat principal        | Vin rouge            | Vin de pays d'Oc                                                   | Cuisine languedocienne   |
| République tchèque | Moravie             | Saucisse de vin                    | Saucisse avec un hachis de porc, de bœuf et de veau mélangé à du pain, du vin et du lait | Plat principal        | Vin blanc            | Vin chaud, grog, lait de poule                                     | Cuisine tchèque          |
| France             | Aveyron             | Trenèl                             | Panse de brebis ou d'agneau garnie                                                       | Plat principal        | Vin blanc            | Marcillac                                                          | Cuisine rouergate        |
| France             | Provence            | Tripes à la provençale             | Gras-double de bœuf et de vin                                                            | Plat principal        | Vin blanc            | beaumes-de-venise, côtes-du-rhône villages ou les-baux-de-provence | Cuisine provençale       |
| France             | Auvergne            | Tripous                            | Tripe de veau garnie                                                                     | Plat principal        | Vin blanc            | Saint-pourçain, côtes-d'auvergne, côtes-du-forez                   | Cuisine auvergnate       |
| France             | Lyon                | Tablier de sapeur                  | Gras-double pané et frit, coupé en tranches et servi avec une sauce gribiche             | Plat principal        | Vin blanc            | Saint-joseph                                                       | Cuisine lyonnaise        |

### Viandes
| Origine    | Origine             | Mets                      | Description                                                           | Place dans le service  | Vin utilisé          | Vins conseillés                                                                               | Lien                                             |
| ---------- | ------------------- | ------------------------- | --------------------------------------------------------------------- | ---------------------- | -------------------- | --------------------------------------------------------------------------------------------- | ------------------------------------------------ |
| Chypre     | Tous districts      | Afélia                    | Filet de porc mariné dans du vin et des graines de coriandre          | Plat principal         | Vin rouge            | Vin rouge de la marinade ou vin blanc à base de chardonnay, sauvignon ou riesling             | Cuisine chypriote                                |
| France     | Gard                | Agriade saint-gilloise    | Paleron de bœuf mariné et cuit dans du vin                            | Plat principal         | Vin blanc            | costières-de-nîmes                                                                            | Cuisine cévenole et gardoise                     |
| France     | Provence            | Alouettes sans tête       | Paupiettes cuites dans du vin                                         | Plat principal         | Vin blanc            | Bordeaux supérieur, côtes-du-roussillon, fleurie, bourgogne, côtes-de-provence, côtes-du-jura | Cuisine provençale                               |
| France     | Bourgogne           | Bœuf bourguignon          | Estouffade de bœuf cuisinée au vin                                    | Plat principal         | Vin rouge            | Bourgogne (AOC)                                                                               | Cuisine bourguignonne                            |
| Italie     | Piémont             | Braisé au barolo          | Ragoût aux épices et au barolo                                        | Plat principal         | Barolo               | Barolo, barbaresco, carema, ghemme                                                            | Cuisine italienne                                |
| France     | Avignon             | Daube avignonnaise        | Épaule d'agneau ou de mouton marinée et cuisinée dans du vin          | Plat principal         | Vin blanc            | Côtes-du-rhône, ventoux, costières-de-nîmes, grignan-les-adhémar                              | Cuisine comtadine et vauclusienne                |
| France     | Comtat Venaissin    | Daube comtadine           | Daube d'agneau aux olives et au vin                                   | Plat principal         | Vin blanc            | Ventoux (AOC)                                                                                 | Cuisine comtadine et vauclusienne                |
| France     | Alpes-Maritimes     | Daube niçoise             | Daube de bœuf aux champignons                                         | Plat principal         | Vin rouge            | Bellet                                                                                        | Cuisine niçoise                                  |
| France     | Provence            | Daube provençale          | Viande de mouton, d'agneau, de bœuf ou de taureau, mariné dans du vin | Plat principal         | Vin blanc, vin rouge | Vin rouge de la marinade                                                                      | Cuisine provençale                               |
| France     | Landes de Gascogne  | Escaoudoun landais        | Estouffade de porc au vin moelleux                                    | Plat principal         | Vin moelleux         | Tursan, madiran                                                                               | Cuisine gasconne                                 |
| France     | Pyrénées-Orientales | Estouffat catalan         | Estouffade de bœuf cuisinée au vin                                    | Plat principal         | Vin blanc            | Vin rouge du vignoble du Languedoc-Roussillon                                                 | Cuisine catalane                                 |
| France     | Toutes régions      | Fondue au vin rouge       | Morceaux de bœuf cuits au vin                                         | Plat principal         | Vin rouge            | Le même vin rouge utilisé pour la fondue                                                      | Cuisine française                                |
| France     | Alsace, Aquitaine   | Fondue vigneronne         | Viande, fruits de mer et légumes cuits au vin                         | Plat principal         | Vin blanc            | Sylvaner, pinot blanc, gewurztraminer, arbois, pommard                                        | Cuisine alsacienne, gastronomie en Aquitaine     |
| France     | Camargue            | Gardianne                 | Viande de taureau marinée et cuite au vin                             | Plat principal         | Vin rouge            | Corbières, costières-de-nîmes, côtes-du-rhône gardoises                                       | Cuisine cévenole et gardoise, cuisine provençale |
| Portugal   | Algarve             | Gigot d'agneau à la poêle | Agneau cuit dans du vin épicé                                         | Plat principal         | Vin blanc            | Lagos, portimão, lagoa, tavira                                                                | Cuisine portugaise                               |
| États-Unis | Californie          | Jambon à la californienne | Tranches de jambon braisées dans du vin                               | Plat principal         | Vin blanc            | Même vin blanc qui a servi à braiser le jambon                                                | Cuisine californienne                            |
| Italie     | Milan               | Osso buco                 | Jarret de veau cuit dans du vin                                       | Plat principal         | Vin blanc            | Bandol, cassis, valtellina                                                                    | Cuisine italienne                                |
| Italie     | Brescia, Rome       | Saltimbocca               | Escalope de veau et jambon cru cuits dans du vin                      | Entrée, plat principal | Vin blanc            | Vin blanc de la cuisson                                                                       | Cuisine italienne                                |
| Italie     | Lombardie           | Stufato à la pavesane     | Épaule de bœuf cuite à l'étouffée avec du vin                         | Plat principal         | Vin rouge            | Capriano del Colle, cellatica, valtellina, brunello di Montalcino                             | Cuisine italienne                                |
| Italie     | Sardaigne           | Stufato de mouton         | Gigot de mouton cuit à l'étouffé avec du vin                          | Plat principal         | Vin rouge            | Monica di Sardegna                                                                            | Cuisine italienne                                |

### Gibiers
| Origine   | Origine             | Mets                     | Description                                                    | Place dans le service | Vin utilisé | Vins conseillés                                                                                                 | Lien                     |
| --------- | ------------------- | ------------------------ | -------------------------------------------------------------- | --------------------- | ----------- | --- | ------------------------ |
| France    | Toutes régions      | Civet                    | Gibier cuit avec des oignons et du vin                         | Plat principal        | Vin rouge   | Châteauneuf-du-pape, gigondas                                                                                   | Cuisine française        |
| France    | Toutes régions      | Compotée de lièvre       | Lièvre compoté dans du vin                                     | Plat principal        | Vin rouge   | Anjou, madiran, châteauneuf-du-pape                                                                             | Cuisine française        |
| France    | Toutes régions      | Civet de lièvre          | Lièvre mariné dans du vin rouge                                | Plat principal        | Vin rouge   | Hermitage, saint-émilion, châteauneuf-du-pape                                                                   | Cuisine française        |
| France    | Toutes régions      | Civet de lapin           | Lapin mariné dans du vin rouge                                 | Plat principal        | Vin rouge   | Moulin-à-vent, gigondas, châteauneuf-du-pape, ventoux                                                           | Cuisine française        |
| Europe    | Tous pays           | Civet de sanglier        | Morceaux de sanglier ou de marcassin marinés dans du vin rouge | Plat principal        | Vin rouge   | Châteauneuf-du-pape, gigondas, lirac, vacqueyras, cornas, hermitage, crozes-hermitage, saint-joseph, côte-rôtie | Cuisine européenne       |
| Europe    | Tous pays           | Civet de cerf            | Morceaux de cerf ou de biche marinés dans du vin rouge         | Plat principal        | Vin rouge   | Châteauneuf-du-pape, gigondas, vacqueyras, bordeaux, bourgogne                                                  | Cuisine européenne       |
| Europe    | Tous pays           | Civet de chevreuil       | Morceaux de chevreuil marinés dans du vin rouge                | Plat principal        | Vin rouge   | Châteauneuf-du-pape, gigondas, vacqueyras, bordeaux, bourgogne                                                  | Cuisine européenne       |
| Allemagne | Toutes régions      | Hasenpfeffer             | Lièvre ou lapin en civet                                       | Plat principal        | Vin rouge   | Anjou, madiran, châteauneuf-du-pape                                                                             | Cuisine allemande        |
| France    | Provence            | Ortolans à la provençale | Ortolan cuit dans une truffe et relevé au madère               | Plat principal        | Vin rouge   | Châteauneuf-du-pape                                                                                             | Cuisine provençale       |
| Portugal  | Algarve             | Perdrix aux palourdes    | Perdrix cuites dans du vin                                     | Plat principal        | Vin blanc   | Lagos, portimão, lagoa, tavira                                                                                  | Cuisine portugaise       |
| France    | Aquitaine, Pyrénées | Salmis de palombe        | Palombes cuites dans une sauce au vin                          | Plat principal        | Vin rouge   | Bordeaux, bourgogne, cahors, madiran, irouléguy, crozes-hermitage, côtes-du-rhône villages                      | Gastronomie en Aquitaine |

### Légumes et farineux
| Origine | Origine                 | Mets                            | Description                                                           | Place dans le service | Vin utilisé | Vins conseillés                              | Lien               |
| ------- | ----------------------- | ------------------------------- | --------------------------------------------------------------------- | --------------------- | ----------- | -------------------------------------------- | ------------------ |
| France  | Alsace                  | Baeckeoffe                      | Pommes de terre, viandes et légumes cuits avec des épices et du vin   | Plat principal        | Vin blanc   | Vins d'Alsace                                | Cuisine alsacienne |
| France  | Alsace                  | Choucroute alsacienne           | Choucroute, lard, saucisses, jambon et pommes de terre mijotés au vin | Plat principal        | Vin blanc   | Vins d'Alsace                                | Cuisine alsacienne |
| France  | Tous terroirs viticoles | Haricots rouges à la vigneronne | Haricots rouges cuisinés avec du lard et du vin                       | Plat principal        | Vin rouge   | Vin de pays                                  | Cuisine française  |
| Italie  | Italie du Nord          | Risotto                         | Riz cuit par mouillage avec du vin puis adjonction de bouillon chaud  | Plat principal        | Vin blanc   | Pinerolese Bonarda (DOC) rouge, lugana blanc | Cuisine italienne  |
| France  | Savoie                  | Poêlée montagnarde              | Pommes de terre, oignon, lardons, fromage et vin                      | Plat principal        | Vin blanc   | Vin de Savoie                                | Cuisine savoyarde  |

### Champignons
| Origine | Origine            | Mets                | Description                                               | Place dans le service    | Vin utilisé          | Vins conseillés                      | Lien                                     |
| ------- | ------------------ | ------------------- | --------------------------------------------------------- | ------------------------ | -------------------- | ------------------------------------ | ---------------------------------------- |
| France  | Jura               | Croûte aux morilles | Morilles en sauce sur du pain ou dans une pâte feuilletée | Entrée ou plat principal | Vin blanc            | Côtes-du-jura, savennières, sancerre | Cuisine franc-comtoise                   |
| France  | Aquitaine          | Daube de cèpes      | Cèpes cuits dans du vin                                   | Plat principal           | Vin rouge, vin blanc | Madiran                              | Gastronomie en Aquitaine                 |
| France  | Provence, Périgord | Ragoût de truffes,  | Truffes cuites dans du vin rouge ou du blanc              | Entrée ou plat principal | Vin rouge, vin blanc | Ventoux, cahors, collioure           | Cuisine provençale, cuisine périgourdine |

### Fromages
| Origine                | Origine                                             | Mets                     | Description                                                              | Place dans le service    | Vin utilisé | Vins conseillés         | Lien                                                       |
| ---------------------- | --------------------------------------------------- | ------------------------ | ------------------------------------------------------------------------ | ------------------------ | ----------- | ----------------------- | ---------------------------------------------------------- |
| France                 | Grand Lyon                                          | Arôme de Lyon            | Fromage de vache ou de chèvre à la croûte recouverte de marc de raisin   | Fin de repas             | Vin blanc   | Beaujolais blanc        | Cuisine lyonnaise                                          |
| France                 | Grand Lyon                                          | Arôme au vin blanc       | Fromage de vache ou de chèvre parfumé vin blanc                          | Fin de repas             | Vin blanc   | Beaujolais blanc        | Cuisine lyonnaise                                          |
| France                 | Savoie                                              | Berthoud                 | Fromage d'Abondance et vin                                               | Entrée ou plat principal | Vin blanc   | Vin de Savoie           | Cuisine savoyarde                                          |
| France, Suisse         | Savoie et Suisse                                    | Croûte au fromage        | Pain trempé dans du vin et passé au four recouvert de lard et de fromage | Entrée                   | Vin blanc   | Vin de Savoie/chasselas | Cuisine savoyarde, cuisine suisse                          |
| France, Italie, Suisse | Franche-Comté, Piémont, Suisse romande, Val d'Aoste | Fondue au fromage        | Fromages à pâte dure fondus dans du vin                                  | Plat principal           | Vin blanc   | Vin blanc de montagne   | Cuisine franc-comtoise, cuisine suisse, cuisine valdôtaine |
| Suisse                 | Canton de Fribourg                                  | Fondue moitié-moitié     | Gruyère et vacherin fribourgeois fondus dans du vin                      | Plat principal           | Vin blanc   | Perdrix blanche         | Cuisine suisse                                             |
| France                 | Savoie                                              | Fondue savoyarde         | Comté, beaufort, gruyère fondus dans du vin                              | Plat principal           | Vin blanc   | Vin de Savoie           | Cuisine savoyarde                                          |
| France                 | Franche-Comté                                       | Mont d'Or chaud          | Mont d'Or cuit au four avec du vin                                       | Plat principal           | Vin blanc   | Côtes-du-jura           | Cuisine franc-comtoise                                     |
| Espagne                | Province de Murcie                                  | Fromage de Murcie au vin | Fromage dont la croûte est lavée avec du vin rouge                       | Tapas                    | Vin rosé    | Jumilla et Yecla (es)   | Cuisine espagnole                                          |

### Préparations fromagères
| Origine | Origine                   | Mets                            | Description | Place dans le service | Vin utilisé      | Vins conseillés                                               | Lien                                                  |
| ------- | ------------------------- | ------------------------------- | --- | --------------------- | ---------------- | ------------------------------------------------------------- | ----------------------------------------------------- |
| France  | Bouches-du-Rhône, Ardèche | Bosson macéré                   | Tommes de chèvre ou de brebis sèches, refermentées avec de l'eau-de-vie de marc, du vin, des herbes aromatiques, des épices et de l'huile d'olive                          | En-cas                | Vin blanc        | Marc de Provence, ardèche (IGP), bouches-du-rhône (IGP)       | Cuisine arlésienne et camarguaise, cuisine ardéchoise |
| France  | Alpes-Maritimes, Var      | Brous                           | Recuite faite à base de restes de fromages ou de croûtes, avec ajout de caillé, de vin et de vinaigre                                                                      | En-cas                | Vin blanc        | Branda, alpes-maritimes (IGP), var (IGP)                      | Cuisine de la Provence méditerranéenne                |
| France  | Alpes provençales         | Cachaille                       | Refermentation de restes de fromages de brebis et de chèvre dans de l'eau-de-vie, du vin, du vinaigre et de l'huile d’olive                                                | En-cas                | Vin blanc        | Eau-de-vie, alpes-de-haute-provence (IGP), hautes-alpes (IGP) | Cuisine des Alpes méridionales                        |
| France  | Vaucluse                  | Cachat                          | Restes de vieux fromages au lait de chèvre ou de lait de brebis refermentés en toupine avec aulx, oignons, eau-de-vie de marc, vin et petit lait                           | En-cas                | Vin blanc        | Vaucluse (IGP), pastis, eau-de-vie de marc                    | Cuisine comtadine et vauclusienne                     |
| France  | Bourgogne                 | Confit d'Époisses               | Époisses devenu trop fait, râpé puis mis à macérer dans un bourgogne blanc et de l'eau-de-vie de marc                                                                      | En-cas                | Vin blanc        | Bourgogne aligoté, marc de Bourgogne                          | Cuisine bourguignonne                                 |
| France  | Var                       | Coussignous                     | Fermentation de vieux fromages au lait de chèvre ou au lait de brebis avec du fromage frais, des herbes de Provence, de l'eau-de-vie et du vin                             | En-cas                | Vin blanc        | Var (IGP), pastis, eau-de-vie de marc                         | Cuisine de la Provence méditerranéenne                |
| France  | Pas-de-Calais             | Fort de Béthune                 | Restants de vieux maroilles mis à macérer avec du vin, de l'eau-de-vie, des épices et du beurre                                                                            | En-cas                | Vin blanc        | Eau-de-vie, vins primeurs                                     | Cuisine picarde                                       |
| France  | Ardèche, Drôme            | Foudjou                         | Picodon ou rigotte de Condrieu trop secs mis à macérer dans du fromage frais de chèvre, de l'ail haché, du vin, de l'eau-de-vie et de l'huile d’olive                      | En-cas                | Vin blanc        | Ardèche (IGP), drôme (IGP), eau-de-vie, single malt whisky    | Cuisine ardéchoise, cuisine dauphinoise               |
| France  | Orne                      | Fourmagée                       | Fromages frais mêlés avec de vieux fromages, des oignons, des épices, affinés dans du cidre et/ou du vin blanc                                                             | En-cas                | Cidre, vin blanc | Calvados, single malt whisky, cidre                           | Cuisine normande                                      |
| France  | Lyonnais                  | Fromage fort de la Croix-Rousse | Assemblage de fromages bleus et de chèvre vieillis macérés avec du vin blanc, du sel, du poivre, du levain et gardé en pot toute une année                                 | En-cas                | Vin blanc        | Eau-de-vie, beaujolais nouveau                                | Cuisine lyonnaise                                     |
| France  | Ardèche                   | Miromando                       | Caillé égoutté dans un sac en toile et moulé en boulettes qui, après séchage, sont écrasées et mises en pot avec de l'eau-de-vie, du vin, du beurre et de la moutarde      | En-cas                | Vin blanc        | Eau-de-vie, ardèche (IGP), gard (IGP)                         | Cuisine ardéchoise                                    |
| France  | Dauphiné                  | Pétafine                        | Restes de fromages remis à fermenter avec eau-de-vie, vin, vinaigre, ail, bouillon de poireaux, raisins secs, huile d’olive et épices                                      | En-cas                | Vin blanc        | Marc de Provence, single malt whisky, drôme (IGP)             | Cuisine dauphinoise                                   |
| France  | Bresse                    | Pourri bressan                  | Vieux fromages de vache et de gruyère mis à fermenter dans du caillé avec du levain et du vin puis égoutté dans une toile sur de la cendre de bois avant d'être mis en pot | En-cas                | Vin blanc        | Eau-de-vie de marc, vins de pays                              | Gastronomie dans l'Ain                                |
| France  | Savoie                    | Tomme forte de Savoie           | Tomme sèche de Savoie mélangée à de la tomme fraîche et macérées avec des épices, du marc de Savoie et du vin de Savoie                                                    | En-cas                | Vin blanc        | Marc de Savoie, vin de Savoie                                 | Cuisine savoyarde                                     |
| France  | Bugey                     | Tracle                          | Bleu de Gex et vieux fromages râpés, mis à fermenter dans de l'eau-de-vie, du vin et du bouillon de poireaux                                                               | En-cas                | Vin blanc        | Eau-de-vie de marc, single malt whisky, roussette du Bugey    | Gastronomie dans l'Ain                                |

### Desserts
| Origine     | Origine                                                       | Mets                   | Description                           | Utilisation       | Vin utilisé          | Lien                   |
| ----------- | ------------------------------------------------------------- | ---------------------- | ------------------------------------- | ----------------- | -------------------- | ---------------------- |
| France      | Corse                                                         | Canistrelli,           | Gâteaux au vin                        | Dessert           | Vin blanc            | Cuisine corse          |
| Europe      | Pays méditerranéens                                           | Compote macédonienne   | Fruits pochés au vin                  | Dessert           | Vin rouge, vin blanc | Cuisine européenne     |
| Italie      | Toscane                                                       | Croûtes au vin         | Tranches de pain trempées dans du vin | Dessert et en-cas | Vin rouge            | Cuisine italienne      |
| France      | Alsace                                                        | Gâteau au vin blanc    | Gâteau au vin                         | Dessert           | Vin blanc            | Cuisine alsacienne     |
| France      | Alsace                                                        | Gâteau au vin rouge    | Gâteau au vin                         | Dessert           | Vin rouge            | Cuisine alsacienne     |
| Italie      | Capri                                                         | Pêches à la Capri      | Pêches pochées au vin                 | Dessert           | Vin rouge            | Cuisine italienne      |
| France      | Beaujolais                                                    | Poire à la beaujolaise | Poires cuites au vin                  | Dessert           | Vin rouge            | Cuisine bourguignonne  |
| France      | Champagne                                                     | Sabayon au champagne   | Crème au vin                          | Dessert et en-cas | Champagne            | Cuisine champenoise    |
| Suisse      | Pays de Vaud                                                  | Tarte au vin           | Gâteau au vin                         | Dessert           | Vin blanc            | Cuisine suisse         |
| Italie      | Piémont, Lombardie, Vénétie, Frioul-Vénétie julienne, Toscane | Tiramisu               | Gâteau au vin                         | Dessert et en-cas | Marsala              | Cuisine italienne      |
| Allemagne   | Berlin                                                        | Toast Hawaï            | Tranches de pain trempées dans du vin | Dessert et en-cas | Vin blanc            | Cuisine allemande      |
| Royaume-Uni | Angleterre                                                    | Trifle                 | Gâteau au vin                         | Dessert           | Vin doux             | Cuisine anglaise       |
| France      | Languedoc                                                     | Zézette de Sète        | Biscuit au vin                        | Dessert et en-cas | Vin blanc            | Cuisine languedocienne |